# Manuel Blanco Encalada
Pour les articles homonymes, voir Blanco Encalada.
Manuel Blanco Encalada, né le 21 avril 1790 à Buenos Aires en Argentine et mort le 5 septembre 1876 à Santiago, est un homme d'État chilien, président du Chili du 9 juillet au 9 septembre 1826.

## Biographie
Il est né à Buenos Aires, qui était alors la capitale de la vice-royauté du Río de la Plata. Manuel Blanco Encalada est le fils de l'Espagnol Manuel Lorenzo Blanco Cicerón et de la Chilienne Mercedes Calvo de Encalada y Recabarren, et le frère de Ventura Blanco Encalada. Ses parents l'envoient étudier en Espagne et il est incorporé en 1807 dans la marine espagnole en tant que lieutenant. L'année suivante, il réussit à se faire affecter à la flotte de Callao.
Pendant la guerre d'indépendance du Chili, il choisit de rejoindre les forces chiliennes et sert avec distinction sous les ordres de Lord Cochrane. En 1825, il est commandant des forces chiliennes avec le grade de vice-amiral et participe avec Ramón Freire, alors Directeur suprême, à l'annexion des îles Chiloé. L'année suivante, le Congrès l'élit au poste nouvellement créé de président de la République (qui remplace celui de Directeur suprême). Il démissionne au bout de deux mois en désaccord avec le Congrès qui tente d'installer un système fédéraliste.
Il participe aux guerres contre la Confédération péruvio-bolivienne et contre l'Espagne. Sur le tard, il occupe les fonctions de gouverneur de Valparaíso et d'ambassadeur de son pays en France.
Franc-maçon actif, il est le premier vénérable maître de la première loge maçonnique chilienne créée en 1827 à Santiago sous le nom de Filantropia Chilena. La consécration  de la loge a lieu sous les auspices du Grand Orient de Colombie, le 15 mars 1827. 
Blanco Encalada meurt à Santiago du Chili à l'âge de 86 ans.